# Darren Lehmann
Darren Lehmann (nacido el 5 de febrero de 1970) es un entrenador de críquet australiano y exjugador de críquet. En marzo de 2019, fue nombrado entrenador en jefe de Brisbane Heat, un equipo de la Big Bash League. En julio de 2021, renunció como entrenador en jefe del Brisbane Heat para convertirse en el entrenador asistente del equipo.

## Trayectoria deportiva
El 30 de agosto de 1996, Lehmann hizo su debut en One Day International con Australia contra Sri Lanka. El 25 de marzo de 1998, hizo su debut en Test Cricket contra India. Lehmann formó parte de los ilustres equipos ganadores de la Copa del Mundo de 1999 y 2003 de Australia. Aparentemente poseyendo una habilidad especial para los grandes momentos, anotó las carreras ganadoras en el Lord's contra Pakistán en la final de 1999 y también tomó la atrapada ganadora de la Copa del Mundo contra India en la final de 2003. Aparte de la Copa del Mundo, Lehmann ganó el cricket Sheffield Shield dos veces con dos equipos diferentes. Ganó la temporada 1990-91 con Victoria y la temporada 1995-96 con South Australia. También formó parte del equipo de Yorkshire en el campeonato del condado en la temporada 2000-01. En 2019, Lehmann fue nombrado entrenador en jefe por Northern Superchargers, un equipo en el torneo 'The Hundred'.